# The Ape of Naples
The Ape Of Naples to ostatni album grupy Coil wydany przed jej rozwiązaniem. Został wydany po śmierci Johna Balance'a, zmarłego 13 listopada 2004. Roboczy tytuł albumu brzmiał Fire of the Mind.
Na albumie znalazły się m.in. kompozycje pochodzące z albumu nagrywanego (i ostatecznie nieukończonego) dla Nothing Records, Backwards. Pozostałe utwory znalazły się na wydanym w 2008 roku The New Backwards. Ostatni utwór na płycie jest przeróbką tytułowej piosenki z programu telewizyjnego produkcji BBC, Are You Being Served?, w którym wykorzystano słowa Balance'a wypowiedziane podczas ostatniego występu na żywo, na Electronic Arts Festival w 2004 roku. Album został początkowo wydany w digipaku wydrukowanym w Wielkiej Brytanii, ale z powodu niskiej jakości okładek, wydrukowano nowe w Tajlandii.
Album jest kompilacją nagrań powstałych między 1993 a 2004 rokiem, w tym nagrań na żywo i remiksów, opracowanych przez Petera Christophersona w 2005 roku.

## Lista utworów

### CD
1. "Fire Of The Mind" – 5:14
2. "The Last Amethyst Deceiver" – 10:11
3. "Tattooed Man" – 6:33
4. "Triple Sun" – 3:46
5. "It's In My Blood" – 4:51
6. "I Don't Get It" – 5:35
7. "Heaven's Blade" – 4:21
8. "Cold Cell" – 4:08
9. "Teenage Lightning 2005" - 7:11
10. "Amber Rain" – 5:12
11. "Going Up" – 8:30

### 3X12"
Strona A:

(unknown)

Strona B:

(unknown)

Strona C:

(unknown)

Strona D:

(unknown)

Strona E:

(unknown)

Strona F:

(unknown)

### 4X12" (wydany razem zThe New Backwards)
LP1
1. "Fire Of The Mind"
2. "The Last Amethyst Deceiver"
3. "Tattooed Man"

LP2
1. "Triple Sun"
2. "It's In My Blood"
3. "I Don't Get It"
4. "Heaven's Blade"
5. "Cold Cell"

LP3
1. "Teenage Lightning 2005"
2. "Amber Rain"
3. "Going Up"

LP4: The New Backwards

Side A:
1. "Careful What you Wish For"
2. "Nature Is A Language"
3. "Algerian Basses"

Side B:
1. "Copacabbala"
2. "Paint Me As A Dead Soul"
3. "Princess Mararet's Man in the D'Jamalfna"

## Twórcy
- Oprawa graficzna, zdjęcia: Ian Johnstone
- Lira korbowa – Cliff Stapleton
- Instrumenty klawiszowe – Thighpaulsandra (utwory 5 i 6)
- Marimba – Tom Edwards
- Wykonawca, produkcja – Peter Christopherson
- Dudy, duduk – Mike York
- Syntezatory – Ossian Brown
- Śpiew – Jhonn Balance (wszystkie utwory), François Testory (utwór 11)
- Kompozycje, nagrania, produkcja – Coil (utwory: 1, 5-8, 10), Danny Hyde (utwory: 1, 5-8, 10)